# Eric F. Wieschaus
Eric F. Wieschaus, född 8 juni 1947 i South Bend, Indiana, är en amerikansk genetiker och molekylärbiolog. Han tilldelades, tillsammans med Christiane Nüsslein-Volhard och Edward B. Lewis, Nobelpriset i fysiologi eller medicin 1995 "för deras upptäckter rörande den genetiska styrningen av embryots tidiga utveckling".
Genom experiment på bananflugor, Drosophila melanogaster, upptäckte Nüsslein-Volhard och Wieschaus ett litet antal gener av stor betydelse för bestämmandet av en övergripande "ritning" för embryots utveckling och bildandet av kroppssegment. Den mest kända av dessa är hedgehog.
Lewis undersökte vidare utvecklingen av enskilda kroppssegment till specialiserade organ. 
Lewis upptäckte att generna som styrde denna utveckling var placerade på kromosomen i samma ordning som ordningen mellan segmenten.
Först kom gener som styrde utvecklingen av huvudet, gener i mitten styrde utvecklingen av det mellersta segmentet och de sista generna kontrollerade utformningen av "svans"-segmentet. Tillsammans har deras upptäckter haft stor betydelse för att förklara olika missbildningar vid den embryonala utvecklingen hos bland annat människan.